# HMS Black Prince (1861)
La HMS Black Prince fu la terza nave con questo nome a sevire nella Royal Navy. Fu la seconda nave corazzata oceanica, con scafo in ferro, dopo la gemella HMS Warrior. Per un breve periodo le due navi corazzate classe Warrior furono le navi da guerra più potenti al mondo, virtualmente immuni ai cannoni navali del tempo. I rapidi avanzamenti nella tecnologia però resero le due navi obsolete in poco tempo e quindi la Black Prince passò più tempo in riserva o con ruoli d'addestramento che in prima linea.
La Black Prince passò quasi tutto il suo servizio attivo nella Channel Fleet e fu disarmata nel 1896, diventando una nave scuola nel porto di Queenstown, in Irlanda. Nel 1903 fu rinominata Emerald e nel 1910 Impregnable III, quando fu assegnata alle strutture addestrative di Plymouth. La nave fu venuta per essere demolita nel 1923.

## Progetto e descrizione
La HMS Black Prince era lunga 115,9 m tra le perpendicolari e 128 m fuori tutto, con un baglio massimo di 17,8 m e un'immersione massima di 8.2 m. Il dislocamento era di 9284 t. Lo scafo ero suddiviso da paratie stagne trasversali in 92 compartimenti e aveva un doppio fondo sotto ai motori e alle caldaie.

### Propulsione
Le navi classe Warrior ebbero un motore a vapore a due cilindri prodotto dalla John Penn and Sons che muoveva un'elica da 7.5 m di diametro. Dieci caldaie rettangolari producevano il vapore necessario al motore alla pressione di 20 psi (138 kPa; 1 kgf/cm2). Durante le prove in mare nel settembre 1862 il motore produsse un totale di 4300 kW di potenza e la nave ebbe una velocità massima di 13,6 nodi utilizzando il solo motore a vapore. La nave poteva trasportare 810 t di carbone, abbastanza per una navigazione di 2100 miglia nautiche a 11 nodi.
Questa classe di navi corazzate aveva un armo velico a nave e una superficie velica di 4500 m2. La Black Prince raggiunse solo gli 11 nodi a vela, due nodi in meno della gemella Warrior.

### Armamento
L'armamento della classe Warrior avrebbe dovuto essere di 40 cannoni lisci ad avancarica da 68 libbre, 19 su ogni lato, più uno a prua e poppa in posizione di caccia. Durante la costruzione si passò a 10 cannoni rigati a retrocarica da 110 libbre, 26 cannoni da 68 libbre e 4 cannoni rigati a retrocarica da 40 libbre.
Il proiettile da 201 mm del cannone da 68 lb pesava approssimativamente 30,8 kg, mentre il cannone stesso pesava 4826,2 kg. Il cannone aveva una velocità alla volata di 481 m/s e una gittata di 2900 m all'elevazione di 12°. I proiettili del cannone da 110 lb pesavano tra i 48 e i 50 kg (107-110 lb). Il cannone aveva una velocità alla volata di 350 m/s e all'elevazione di 11,25° aveva una gittata di 3700 m. Il proiettile dei cannoni da 40 lb aveva un diametro di 121 mm e pesava circa 18 kg (40 lb). Il cannone aveva una gittata massima di 3500 m, con velocità alla volata di 350 m/s. Tra il 1863 e il 1864 i cannoni da 40 lb furono rimpiazzati da cannoni più pesanti con la stessa balistica.Tutti i cannoni potevano sparare sia proiettili solidi che testate esplosive.
Tra il 1867 e il 1868 la Black Prince fu riarmata con 24 cannoni 178/16 e 4 cannoni da 203/15 mm, tutti rigati ma ad avancarica. La nave ricevette anche 4 cannoni a retrocarica da 20 lb per uso come cannoni di saluto. I proiettili dei cannoni da 203 mm pesavano 79,4 kg (175 lb) mentre il cannone stesso pesava 9,1 t e aveva una velocità alla volata di 430 m/s e aveva l'abilità nominale di penetrare una corazza di ferro battuto da 244 mm. Il cannone 178/16 pesava 6,6 t e sparava proiettili da 50,8 kg. Sulla carta aveva l'abilità di penetrare una corazzatura da 196 mm.

### Corazzatura
Le murate della Black Prince erano protette da una cintura corazzata di ferro battuto da 114 mm, che copriva i 64,9 m centrali della nave. Le estremità erano totalmente non protette, rendendo il meccanismo del timone molto vulnerabile. La corazzatura si estendeva per 4,9 m sopra al galleggiamento e 1,8 m al di sotto. Paratie trasversali da 114 mm proteggevano i cannoni e il ponte principale. La corazzatura era appoggiata a 406 mm di teak.

## Costruzione e servizio
La Black Prince fu ordinata il 6 ottobre 1859 alla Robert Napier and Sons di Govan, per il costo di £ 377 954. La nave fu impostata il 12 ottobre 1859 e varata il 27 febbraio 1861. Il 10 marzo dello stesso anno si arenò nel Clyde, vicino Greenock, mentre era al traino tra Govan e Greenock. Il completamento fu ritardato da un incidente nel bacino di carenaggio di Greenock, durante il quale gli alberi furono danneggiati. Nel novembre 1861 navigò a vapore fino a Spithead, armata solo con un albero di trinchetto di fortuna e quello di mezzana. La nave entrò in servizio nel giugno 1862 ma non fu completata fino al 12 settembre. La Black Prince fu assegnata alla Channel Fleet fino al 1866, quando passò un anno come ammiraglia della costa irlandese. Tra il 1867 e il 1868 fu riarmata e raddobbata e divenne una nave da guardia sul fiume Clyde. Nel 1869 la sua routine fu spezzata quando dovette trainare, insieme alla Warrior, un grosso bacino galleggiante da Madeira alle Bermuda.
La Black Prince fu nuovamente raddobbata tra il 1874 e il 1875, guadagnando un ponte di poppa e riunendosi alla Channel Fleet come nave di bandiera del retroammiraglio Sir John Dalrymple-Hay, secondo in comando della flotta. Nel 1878 il capitano di vascello Sua Altezza Reale il Duca di Edimburgo ne prese il comando e la nave attraversò l'Atlantico per partecipare all'insediamento del nuovo governatore generale del Canada. Al ritorno, la Black Prince fu posta in riserva a Devonport e, riclassificata come incrociatore protetto, fu periodicamente riattivata per prendere parte agli esercizi della flotta. La Black Prince fu disarmata nel 1896 per diventare una nave scuola in porto, a Queenstown, e nel 1903 fu rinominata Emerald. Nel 1910 la nave fu spostata a Plymouth e rinominata Impregnable III, essendo stata assegnata alla scuola d'addestramento HMS Impregnable. Il 21 febbraio 1923 fu venduta per essere demolita.